# 蒙泰波尔齐奥
蒙泰波尔齐奥（義大利語：Monte Porzio），是意大利佩萨罗-乌尔比诺省的一个市镇。总面积18.36平方公里，人口2731人，人口密度148.7人/平方公里（2008年）。ISTAT代码为041038。